# Климово (Степуринське сільське поселення)
Климово (рос. Климово) — присілок в Старицькому районі Тверської області Російської Федерації.
Населення становить 7 осіб. Входить до складу муніципального утворення Степуринське сільське поселення.

## Історія
Від 2005 року входить до складу муніципального утворення Степуринське сільське поселення. Раніше населений пункт належав до Покровського сільського округу.

## Населення
| 2008 | 2010 |
| ---- | ---- |
| 13   | ↘7   |